# Pedro Horrillo

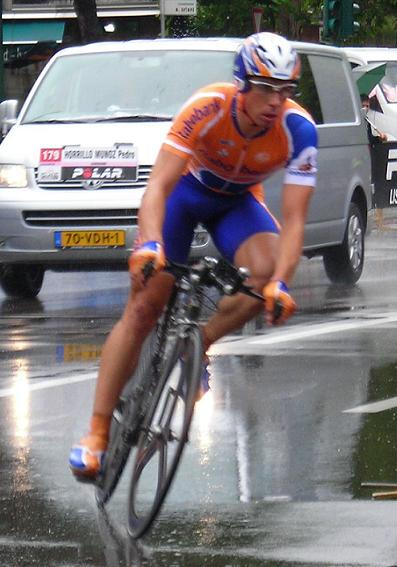
Pedro Horrillo bei der 20. Etappe des Giro d’Italia 2007

Pedro Horrillo Muñoz (* 27. September 1974 in Eibar) ist ein ehemaliger spanischer Radrennfahrer.

## Leben
Pedro Horrillo begann seine Karriere 1998 bei dem Radsportteam Vitalicio Seguros. Seinen ersten Etappensieg konnte er 2000 bei der Portugal-Rundfahrt erlangen. Daraufhin wechselte er zu dem italienisch-belgischen Team Mapei-Quick Step. In vier Jahren gewann er Etappen bei der Euskal Bizikleta, dem Uniqa Classic und bei Paris–Nizza. Ab 2005 fuhr Horrillo für das niederländische ProTeam Rabobank. Bei der Katalonien-Rundfahrt konnte er einen Etappensieg feiern.
Am 16. Mai 2009 verunglückte Horrillo bei der achten Etappe des Giro d’Italia 2009 schwer. Bei der Abfahrt des Passo Culmine San Pietro durchbrach er eine Absperrung und stürzte 60 Meter tief in eine Schlucht. Er überlebte schwer verletzt.
Im Januar 2010 gab der Spanier bekannt seine Karriere als Berufsradfahrer zu beenden, da er nach dem Sturz nicht mehr an seine vorherigen Leistungen anknüpfen konnte.

## Palmarès
2000
- eine Etappe Portugal-Rundfahrt

2001
- eine Etappe Niedersachsen-Rundfahrt

2002
- eine Etappe Euskal Bizikleta

2003
- eine Etappe Uniqa Classic

2004
- eine Etappe Paris–Nizza
- eine Etappe Uniqa Classic

2005
- eine Etappe Katalonien-Rundfahrt

2006
- eine Etappe Sachsen-Tour

## Teams
- 1998–2000 Vitalicio Seguros-Grupo Generali
- 2001–2002 Mapei-Quick Step
- 2003–2004 Quick Step-Davitamon
- 2005–2009 Rabobank